# Estenfeld
Estenfeld là một đô thị ở huyện Würzburg bang Bayern thuộc nước Đức.